# 葉月レイナ
葉月 レイナ（はづき レイナ、1975年11月26日 - ）は、日本の元女優、元モデル。兵庫県出身。

## 来歴
- 1995年、特撮番組『重甲ビーファイター』の羽山麗 / レッドル役で女優としてデビューするが、第14話の撮影中に負傷した影響で声が出なくなり（原因は爆発という話が出回っているが、当時のスタッフによると、爆発ではないという）、第19話で降板した。
- 1996年には雑誌「宝島(1996年4月3日号)」のグラビアに登場したが、その後の芸能活動については確認されていない。
- また、『うたう!大龍宮城』の主役・乙姫役の候補にも挙がっていた[1]。

## 出演

### テレビドラマ
- 世にも奇妙な物語 冬の特別編（1994年1月6日、フジテレビ） - 「ふたり」洋子 役
- 重甲ビーファイター（1995年2月5日 - 4月9日、テレビ朝日） - 羽山麗 / レッドル 役

### 映画
- 劇場版 重甲ビーファイター（1995年4月15日公開、東映） - 羽山麗 / レッドル 役

### CM
- セガ・メガドライブ「ベア・ナックルII 死闘への鎮魂歌」TVCM（1993年）- ブレイズ 役